# Bản thảo cương mục
Bản thảo cương mục (giản thể: 本草纲目; phồn thể: 本草綱目) là một từ điển bách khoa của Trung Quốc về dược vật học được thầy thuốc Lý Thời Trân biên soạn vào thế kỷ 16 đầu thời nhà Minh. Đây được coi là tác phẩm y học hoàn chỉnh và chi tiết nhất trong lịch sử Đông y. Tại kỳ họp ở Ma Cao ngày 9 tháng 3 năm 2010, Bản thảo cương mục đã được MOWCAP (Ký ức thế giới khu vực châu Á-Thái Bình Dương) của UNESCO ghi danh là di sản tư liệu thế giới của Trung Quốc, cùng Hoàng Đế nội kinh.

## Lịch sử biên soạn
Ước tính Lý Thời Trân đã bỏ ra 27 năm để sưu tầm trên 800 tài liệu khác nhau và đích thân đến các địa phương để khảo sát các loại cây cỏ, loài vật và những thứ có thể dùng làm thuốc trong Đông y. Sự hết mình vì nghề thuốc khiến Lý Thời Trân được so sánh với Thần Nông, nhân vật huyền thoại trong Lịch sử Trung Quốc từng dạy nghề nông và nghề y cho người dân. Trải qua 3 lần viết lại, Bản thảo cương mục được ông hoàn thành vào năm Vạn Lịch thứ 6 đời nhà Minh, tức năm 1578. Đây được coi là bộ sách dược vật hoàn chỉnh nhất của Đông y, tiếp nối tài liệu tham khảo chính của Lý Thời Trân là Chứng loại bản thảo (證類本草) của Đường Thận Vy (唐慎微) đời nhà Tống. Năm 30 thời Càn Long nhà Thanh, tức năm 1765, nhà dược vật học Triệu Học Mẫn đã soạn sách Bản thảo cương mục thập di (本草綱目拾遺) với mục đích bổ chính cho Bản thảo cương mục, tác phẩm này đã bổ sung thêm 716 loại cây thuốc, 161 loại đơn thuốc và chỉnh sửa 34 lỗi trong bộ sách ban đầu của Lý Thời Trân.

## Kết cấu
Bản thảo cương mục có tổng cộng 52 quyển tập hợp 1892 chủng loại cây, con, vật thuốc khác nhau trong đó có 374 loại do đích thân Lý Thời Trân tìm ra. Bộ sách liệt kê 11.096 đơn thuốc (phương tễ) trong đó có 8.000 do Lý Thời Trân sưu tập mới hoặc tự sáng chế. Ước tính toàn bộ sách có tới 160 vạn chữ được chia thành 16 bộ, 60 loại, từng chủng loại cây, con, vật thuốc đều được chú rõ tên, tập tính, lịch sử khai thác, phương pháp chế biến, đặc tính, công dụng.

## Giá trị
Bản thảo cương mục là tác phẩm có tầm quan trọng bậc nhất trong việc phân loại thuốc của Đông y. Tác phẩm này cũng góp phần chính xác hóa cách sử dụng và tên gọi các loại cây, con thuốc ở Trung Quốc cũng như điều chỉnh các đơn thuốc để tránh những nhầm lẫn xảy ra trong quá trình điều trị. Nội dung đồ sộ của Bản thảo cương mục còn có giá trị vượt quá phạm vi dược vật học vì nó cung cấp rất nhiều thông tin đa dạng khác về sinh vật học, địa lý học, khoáng vật học và cả lịch sử xoay quanh các loại cây, con thuốc. Bộ sách sau đó đã được dịch ra nhiều thứ tiếng khác nhau và cho đến nay vẫn được coi là tác phẩm tham khảo rất có giá trị về Đông y.